# Max Roser
Max Roser, né en 1983, est un économiste et statisticien allemand spécialisé dans les thématiques mondiales telles que la pauvreté, la maladie, la faim, le changement climatique, la guerre, les catastrophes planétaires et les inégalités.
Il est directeur du programme sur le développement mondial à l'Université d'Oxford, basé à l'Oxford Martin School.
Il est le fondateur et directeur de la publication de recherche Our World in Data.

## Jeunesse et études
Roser nait à Kirchheimbolanden, en Allemagne, un village proche de la frontière avec la France. En 1999, lui et un ami remportent un prix au concours scientifique allemand pour la jeunesse Jugend forscht avec une maquette d'aspirateur à navigation automatique. Der Spiegel rapporte qu'il a parcouru le Nil depuis son embouchure jusqu'à sa source, et qu'il a traversé l'Himalaya et les Andes.
Il est titulaire de deux licences (en géosciences et en philosophie) et de deux maîtrises (en économie et en philosophie). Roser termine sa thèse en 2011 à l'Université d'Innsbruck, en Autriche.

## Carrière
En 2012, l'économiste spécialisé sur les sujets d'inégalités et de pauvreté Tony Atkinson embauche Roser à l'Université d'Oxford. Il travaille dans cette université avec Thomas Piketty, Salvatore Morelli et Tony Atkinson. En 2015, il constitue une équipe de recherche à l’Université d’Oxford pour étudier le développement mondial.
Il fonde Our World In Data, une publication scientifique sur le Web afin de présenter « des recherches et des données permettant de progresser face aux plus grands problèmes mondiaux. »
En 2019, il travaille avec Y Combinator sur Our World in Data.

### Motivation
Roser estime que la pauvreté dans le monde, les inégalités, les risques planétaires, les violations des droits de l'homme et l'impact environnemental de l'humanité comptent parmi les problèmes les plus graves de la planète,.
À propos de sa motivation pour ce travail, il explique : « La mission de ce travail n'a jamais changé : dès ses débuts en 2011, Our World in Data s'est concentré sur les grands problèmes mondiaux et s'est demandé comment il était possible de progresser contre eux. Les obstacles étaient toujours les mêmes : l'apathie et le cynisme. »  Il rajoute que « c'est parce que le monde est encore effroyable qu'il est si important d'écrire sur la façon dont le monde s'est amélioré. »
Il critique la focalisation excessive des médias sur des événements isolés qui, selon lui, n'aident pas à comprendre « les changements puissants et durables qui remodèlent notre monde, ainsi que les problèmes importants et de longue date auxquels nous sommes toujours confrontés,,. » Contrairement aux reportages événementiels des médias d'information, Roser préconise l'adoption d'une perspective plus large sur le changement global, et en particulier une concentration sur ceux qui vivent dans la pauvreté. L’accent mis sur les classes supérieures, surtout dans une perspective historique, serait trompeur car il ne révèle pas les difficultés de ceux qui vivent dans les conditions de vie les plus précaires.
Il préconise d'examiner les tendances plus longues en matière de pauvreté, d'éducation, de santé et de violence, car celles-ci changent le monde lentement mais constamment et sont négligées dans les reportages médiatiques actuels.

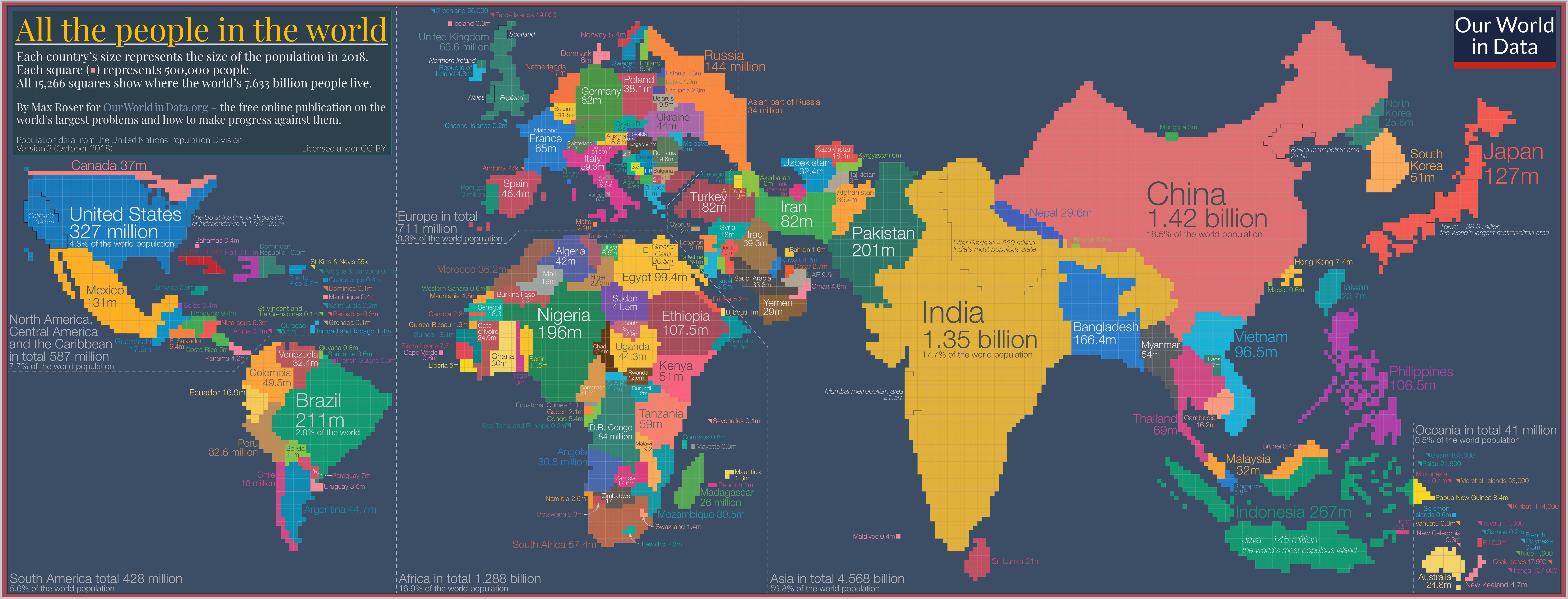
Cartogramme de Max Roser montrant la répartition de la population mondiale. Chacun des 15 266 pixels représente le pays d’origine de 500 000 personnes.

Max Roser est célèbre pour ses recherches sur l'évolution des conditions de vie à l'échelle mondiale et ses visualisations de ces tendances,,. Il montre notamment que dans de nombreuses sociétés du passé, une part importante (plus de 40 %) des enfants mouraient.
Il explique qu'il y a trois messages à retenir de son travail : « Le monde est bien meilleur qu'auparavant ; Le monde est horrible ; Le monde peut devenir bien meilleur. »

### Travaux

Émissions mondiales de par région du monde depuis 1750 – un graphique de Our World in Data.

Les travaux de Roser portent sur des problèmes mondiaux tels que la pauvreté, le changement climatique, la mortalité infantile et les inégalités.
Dans le cadre d'une recherche menée en 2015 avec Tony Atkinson, Brian Nolan et d'autres, il étudie la manière dont les bénéfices de la croissance économique sont répartis,,.
En octobre 2019, il co-écrit une étude sur la mortalité infantile. Il s’agit de la première étude mondiale cartographiant la mortalité infantile au niveau des districts infranationaux. L'étude, publiée dans Nature, est décrite comme une étape importante pour rendre possible une action réduisant davantage la mortalité infantile.
Lui et Felix Pretis constatent en 2017 que le taux de croissance de l'intensité des émissions de CO2 dépasse les projections de tous les scénarios climatiques. Avec Jesus Crespo Cuaresma, il étudie l'histoire du commerce international et son impact sur les inégalités économiques.
Roser critique la pratique consistant à se concentrer uniquement sur le seuil de pauvreté international. Dans ses recherches, il suggère d'ajouter un seuil de pauvreté de 10,89 dollars internationaux par jour. Les chercheurs affirment qu’il s’agit du niveau minimum requis pour avoir accès aux soins de santé de base. La raison pour laquelle le seuil de pauvreté mondial est bas est de se concentrer uniquement sur la population extrêmement précaire. Il propose d'utiliser plusieurs seuils de pauvreté différents pour comprendre les dynamiques de la pauvreté mondiale.
Dans le cadre de ses recherches en santé mondiale, il étudie l'impact de la pauvreté sur la santé et contribue dans ce projet à la rédaction d'un manuel sur la santé mondiale,.
Son article le plus cité, co-écrit avec Hannah Ritchie et Esteban Ortiz-Ospina, porte sur la croissance démographique mondiale.
Roser intervient régulièrement lors de conférences où il présente des données empiriques sur la façon dont le monde évolue. Il fait partie du Groupe consultatif statistique du PNUD. Le secrétaire général de l'ONU, António Guterres, l'invite en 2018 à des retraites internes auxquelles participent les chefs des institutions de l'ONU pour parler de ses recherches sur le développement mondial.
Tina Rosenberg souligne dans le New York Times que les travaux de Roser présentent « une vue d'ensemble qui constitue une parade importante contre le flot constant d'informations négatives sur le monde. » Ses recherches sont citées dans des revues académiques dont Science, Nature, et The Lancet,.

Espérance de vie par région du monde, de 1770 à 2023.

## Prix
En 2019, il figure à la deuxième place parmi les « 50 meilleurs penseurs du monde » par Prospect Magazine.
En 2019, Our World in Data remporte le Lovie Award, le prix européen du Web, « en reconnaissance de leur utilisation exceptionnelle des données et d'Internet pour fournir au grand public des recherches compréhensibles basées sur des données — le type nécessaire pour invoquer les enjeux sociaux, économiques et environnementaux. »
En 2022, il est sélectionné parmi « The Future Perfect 50 » de Vox.

## Publications
- Memorizing these three statistics will help you understand the world – Gates Notes
- The map we need if we want to think about how global living conditions are changing – Our World in Data
- Income inequality: poverty falling faster than ever but the 1% are racing ahead – The Guardian
- ‘Seeing human lives in spreadsheets’ – Hans Rosling (1948–2017) – British Medical Journal (BMJ) – Opinion; February 2017
- Why do we not hear the good news? – Washington Post; December 2016.
- Inequality is a Choice – in Nuffield College Magazine, Issue 18. An edition in the memory of Tony Atkinson.
- The short history of global living conditions and why it matters that we know it – Our World in Data

### Traduction
- (en) Cet article est partiellement ou en totalité issu de l’article de Wikipédia en anglais intitulé « Max Roser » (voir la liste des auteurs).